# Luras
Luras (sardisch: Luras, galluresisch: Lurisi) ist eine italienische Gemeinde mit 2375 Einwohnern (Stand 31. Dezember 2023) in der Provinz Nord-Est Sardegna und in der historischen Region Gallura auf Sardinien. Luras liegt über 500 Meter ü.d.A und ist etwa 11 km von Tempio Pausania und 38 km von Olbia entfernt.

## Name
Der Name Luras stammt aus dem Lateinischen lura, was Sack bedeuten soll, weil die Felsen der Umgebung an solche erinnern. Der Ort liegt auf einer Hochebene voller Felsbrocken, im kahlsten Bereich der Gallura. Die Tancas (Begrenzungsmauern) prägen das Bild.
Die Nachbargemeinden sind Arzachena, Calangianus, Luogosanto, Sant’Antonio di Gallura und Tempio Pausania. Anders als in den anderen Ortschaften der Gallura wird in Luras noch ein ursprüngliches Sardisch aus der Mittelsardischen (logudoresischen) Dialektfamilie gesprochen; warum das so ist, ist unklar.

## Geschichte
Einige Historiker gehen davon aus, dass der Ort Luras, in dessen Nähe vorzeitliche Spuren zu finden sind, auf eine Gründung der Etrusker im Jahr 862 v. Chr. zurückgeht, obwohl eine Besetzung Sardiniens durch die Etrusker nicht zu belegen ist.
Das erste schriftliche Zeugnis für Luras ist die Carta Pisana aus dem Jahr 1300, in der die Ortschaften des Judikats Gallura aufgelistet wurden. In dieser Zeit und in der darauffolgenden aragonesischen Zeit (bis 1479) entstanden um Luras verschiedene Siedlungen, die später wieder aufgelassen wurden. Später wurde Luras ein Teil der Grafschaft Gallura (bis 1839). Im 19. Jahrhundert begannen die Lureser mit ihren Produkten zu handeln. Dazu gehörten die Berrittas (Kopfbedeckung der sardischen Männer), Wolle, Leder, Kork- und Eisenwaren, Stoffe, Wein und andere landwirtschaftliche Produkte. Heute wird hauptsächlich Landwirtschaft betrieben (Ackerbau, Viehhaltung, Korkeichenanbau und Weinbau, zum Beispiel der Vermentino di Gallura aus der Rebsorte Vermentino).

## Sehenswürdigkeiten
In Luras befinden sich die vier Dolmen von Luras. Die Anlagen Alzoledda, Billella, Ciuledda und Ladas sind zum Teil gut erhaltene Dolmen und bestehen aus dem örtlichen Granit.
1765 wurde die verfallende Pfarrkirche zum Heiligen Jakobus abgebrochen und durch die heutige Pfarrkirche zur Rosenkranzmutter im neuromanischen Stil errichtet. Daneben gibt es mehrere kleinere Kirchen im Ortszentrum und in den Feldern (chiese Campestri)
Alte Oleaster (Olea Europea subsp. sylvestris) stehen am Ufer des Lago Liscia, der älteste von ihnen, der von den Luresern S'ozzastru (sardisch für Der Ölbaum) genannt wird, hat einen Umfang von etwa 22 Metern und könnte über 3800 Jahre alt sein. Er ist somit einer der ältesten Bäume Europas. Die anderen zwei alten Ölbäume sind 2500 und 500 Jahre alt.

### Museen
In Luras gibt es zwei private Museen. Im Museo Galluras werden Gebrauchsgegenstände früherer Zeiten ausgestellt und die Collezione Forteleoni zeigt Kunstgegenstände aus Kork, die vom Lureser Künstler Tonino Forteleoni (1939–1996) hergestellt wurden.

## Verkehr
Die Verbindungsstraße von Calangianus über Luras zur SS 133 (Santa Teresa bzw. Palau) durchquert ein Stück kahlster Gallura. Kein Baum, kein Strauch, nur Tancas (Grenzmauern) durchziehen eine Hochfläche voller Felsbrocken, karger Weideflächen und kleiner Höfe mit Viehhaltung. 
Luras besitzt einen Bahnhof an der schmalspurigen Bahnstrecke Sassari–Palau, der in den Sommermonaten vom Trenino Verde bedient wird.